# Carte Bleue
Это статья о системе дебетовых карт. О межбанковской и банкоматной сети см. Cartes Bancaires
Carte Bleue (в переводе с фр. — «синяя карта») — платёжная система банковских карт, работающая во Франции. В отличие от карт VISA Electron или Maestro, Carte Bleue позволяет осуществлять транзакции без авторизации от банка, выпустившего карту. 
Карта может быть как дебетовой, так и кредитной, но без комиссионных для её держателя. Сейчас[когда?] система интегрирована в более широкую схему под названием Cartes Bancaires (CB). Все карты Carte Bleue являются частью карточной схемы Cartes Bancaires, но не все карты, обслуживаемые CB, принадлежат к Carte Bleue.

## История
Carte Bleue начала свою деятельность в 1967 году, объединив шесть французских банков (BNP Paribas, Crédit Commercial de France, SG Crédit du Nord, Crédit Industriel et Commercial, Crédit Lyonnais и Société Générale. В 1973 году были выпущены совместные с VISA карты под названием Carte Bleue Internationale, с 1976 года — Carte Bleue Visa.
С 1992 года все карты Cartes Bleues / CB выпускаются в виде смарт-карт. Когда Carte Bleue используется во французском торгово-сервисном предприятии, то должен вводиться PIN-код карты, а микрочип карты проверяет и аутентифицирует транзакцию. Только небольшое и крайне ограниченное число транзакций подобно сборам на платных автодорогах или парковках проходят без пина. Так как банкоматы также проверяют пин-код, то эти меры сильно снижают стимулы для кражи Card Bleue в связи с их почти полной бесполезностью без PIN-кода (хотя карту можно попробовать использовать для заказа по почте или электронной коммерции). Иностранные карты без микрочипов могут использоваться на кассовых узлах Франции, если те совместимы с ними по обычной процедуре проведения магнитной полосой карты и подписи в чеке.
Летом 1998 года один из первых «белых хакеров» Серж Хумпич провёл исследование безопасности платёжной системы Carte Bleue и нашёл в ней уязвимость, позволяющую создать произвольное число поддельных платёжных карт. Результаты своего исследования и изготовленный им образец карты Хумпич отправил в консорциум банков Groupement des Cartes Bancaires, управлявший платёжной системой, указав также, что он знает способ устранения уязвимости. Владельцы платёжной системы проигнорировали сообщение Хумпича.
Не сумев убедить консорциум банков в серьёзности обнаруженной им уязвимости, Хумпич в 2000 году для доказательства своей правоты продемонстрировал её актуальность на примере покупки 10 билетов метро, и отправил доказательства в Groupement des Cartes Bancaires. В ответ организация возбудила против него уголовное дело, получившее широкую огласку. Несмотря на незначительный реальный ущерб, суд, хотя и отказал обвинению в признании Хумпича вымогателем, 25 февраля 2000 года приговорил его к 10 месяцам лишения свободы условно, штрафу в 12000 франков и обязал выплатить 1 франк банковскому консорциуму как компенсацию моральных страданий.
В 2003 году Cartes Bleues / CB начали переход на международный стандарт EMV для смарт-чипов, позволяющих их повсеместное использование.

## Описание
Система является общенациональной и «чистые» карты Carte Bleue не работают за пределами Франции. Тем не менее, существует и вполне обыденная возможность получить карту Carte Bleue VISA, действующую за пределами Франции, говоря технически, относящихся к местному филиалу VISA (все карты VISA во Франции также относятся к Carte Bleue). На сегодня также большинство карт может дублироваться с электронными деньгами системы Moneo.
Небольшая доля карт Cartes Bleues являются кредитными и привязаны к кредитным счетам.

## Статистика по картам Carte Bleue Visa в 2006 году
- Число выпущенных во Франции карт Carte Bleue Visa: 31 879 165;
  - из них локальных только для Франции: 2 030 064;
  - международных: 29 834 902;
  - корпоративных: 1 077 452;
- 770 млн. расходных операций;
- объём операций: на 165 млрд. евро;
- средняя сумма операции: 48,90 евро.